# رؤية خيلية

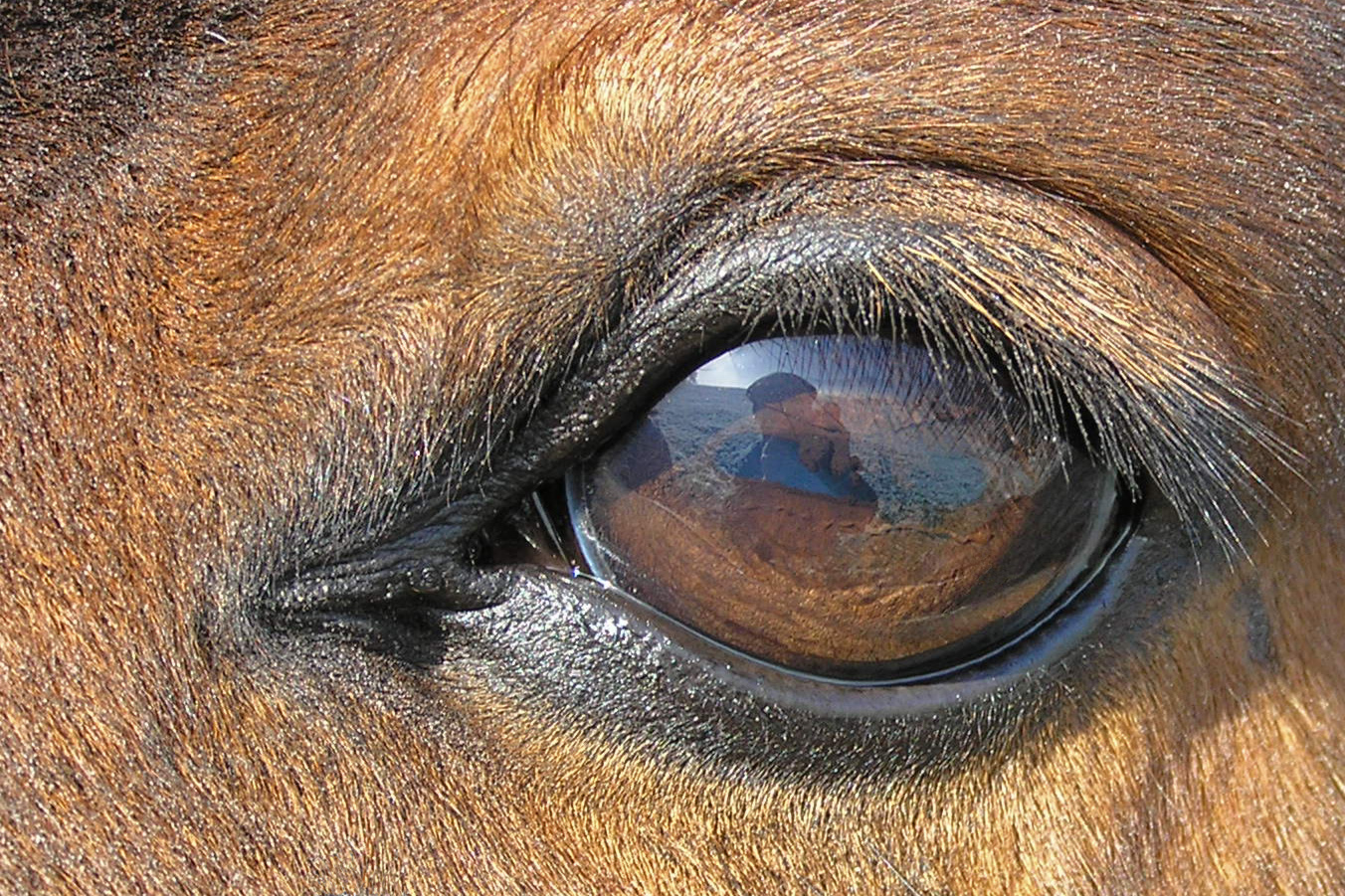

عين الخيول واحدة من أكبر العيون لأي حيوان ثديي بري. ترتبط قدراته البصرية بشكل مباشر بسلوك الحيوان، على سبيل المثال ينشط خلال النهار والليل، وهو حيوان فريسة. يجب أن تؤخذ كل من نقاط القوة والضعف في القدرات البصرية للحصان بعين الاعتبار عند تدريب الحيوان، ويمكن أن يساعد فهم عين الحصان في اكتشاف سبب سلوك الحيوان في المواقف المختلفة.

## تشريح العين الفرسي
تتضمن عين الخيول مقلة العين والعضلات والهياكل المحيطة، والتي تسمى الملحقات.

### مقلة العين
مقلة الحصان ليست كروية تماماً، فهي بالأحرى تتفلطح من الأمام إلى الخلف. ومع ذلك، وجدت الأبحاث أن الحصان لا يملك شبكية عين مضاعفة، كما اعتُقد سابقاً.
يتكون جدار العين من ثلاث طبقات: الغلالة الداخلية أو العصبية والغلالة الوعائية والغلالة الليفية.
- تتكون الغلالة العصبية (أو شبكية العين) من خلايا هي امتدادات للدماغ، تخرج من العصب البصري. هذه المستقبلات حساسة للضوء، وتشمل المخاريط التي هي أقل حساسية للضوء، ولكن تسمح للعين أن ترى اللون وتؤمن حدة البصر، وخلايا عصوية وهي أكثر حساسية للضوء وتوفر رؤية ليلية، ولكن فقط رؤية اختلافات النور والظلام. يمكن فقط لثلثي العين تلقي الضوء لذلك لا تحتاج خلايا المستقبلات إلى تغطية الجزء الداخلي من العين بالكامل، وتغطي المنطقة من الحدقة إلى القرص البصري فقط. يُطلق على جزء الشبكية المغطى بالخلايا الحساسة للضوء اسم الجزء البصري للشبكية، ويطلق على الجزء الأعمى من العين النقطة العمياء للشبكية. ومع ذلك، لا يحتوي القرص البصري للعين على أي من هذه الخلايا الحساسة للضوء، كما هو المكان الذي ينطلق منه العصب البصري في الدماغ، كذلك هي البقعة العمياء داخل العين.[3]
- تتكون الغلالة الوعائية (أو العنبية) من غلاف العين المشيمي والجسم الهدبي والقزحية. تحتوي المشيمية على كمية كبيرة من الصباغ، وهي مكونة بالكامل تقريباً من الأوعية الدموية. إنه يشكل البساط الشفاف عندما يعبر فوق قاع العين، مسبباً بريق العين الخضراء المصفرة عندما يوجه الضوء إلى عيون الحيوان في الليل. يعكس البساط الشفاف الضوء على شبكية العين، ما يسمح بامتصاص أكبر في الظروف المظلمة. تقع القزحية بين القرنية والعدسة، ولا تعطي العين لونها فحسب، بل تتيح أيضاً مرور كميات متفاوتة من الضوء عبر ثقبها المركزي المعروف بالحدقة.[3]
- تتكون الغلالة الليفية من الصلبة والقرنية وتحمي العين. تتكون الصلبة (بيضاء العين) من الإيلاستين والكولاجين. تتكون القرنية (غلاف شفاف على مقدمة العين) من نسيج ضام وتُرطَب في السائل الدمعي والخلط المائي ما يوفر لها التغذية، لأنها لا تستطيع الوصول إلى الأوعية الدموية.[3]
- تقع عدسة العين خلف القزحية، وتُعلق بواسطة الرباط المعلق الهدبي والعضلة الهدبية، والتي تسمح بـ «إيواء» العين: فهي تسمح للعدسة بتغيير الشكل للتركيز على أهداف مختلفة. تتكون العدسة من طبقات أنسجة تشبه البصل.[3]

### لون العين
على الرغم من أن القزحية عادةً ما تكون بنية داكنة، فلها مجموعة ألوان متنوعة، بما في ذلك اللون الأزرق والبندقي والكهرماني والأخضر. العيون الزرقاء ليست نادرة وترتبط بعلامات أو أنماط بيضاء. الخيول ذات أنماط البقع البيضاء المرتبطة غالباً بالعيون الزرقاء هي سبلاشد وايت وأوفيرو فرِم وأحياناً سابينو. في حالة الخيول ذات العلامات البيضاء، قد تكون كلتا العينين زرقاء اللون أو إحداهما إذا وجد تغاير في لون القزحيتين.
يملك الجين الكريمي ذا الزيجوتات المتماثلة، التي تسمى أحياناً المخففات المزدوجة، دائماً عيون زرقاء فاتحة لتتناسب مع غطائها الشاحب ذي اللون الفاتح. الجين الكريمي ذا الزيجوتات المتغايرة أو الأحادية المخففة، مثل بالومينوس وجلود البقر، غالباً لها عيون بنية فاتحة. عيون الخيول مع جين الشمبانيا هي عادة ظلال خضراء: أخضر مزرق عند الولادة، عاتم يصبح بندقي مع النضج.
كما هو الحال عند البشر، فالكثير من علم أسباب الأمراض وعلم الوراثة للون العين ليست مفهومة بالكامل حتى الآن.

### الملحقات
تتكون الأجفان من ثلاث طبقات من الأنسجة: طبقة رقيقة من الجلد مغطاة بالشعر وطبقة من العضلات التي تسمح للجفن أن يفتح ويغلق وملتحمة الجفن التي تقع مقابل مقلة العين. تشكّل الفتحة بين الجفنين أنسجة الجفن. الجفن العلوي أكبر ويمكن أن يتحرك أكثر من الجفن السفلي. يوجد للخيول أيضاً جفن ثالث (غشاء راف) لحماية القرنية بخلاف البشر. يقع على الزاوية الداخلية للعين، ويغلق بشكل قطري فوقها.
يفرز الجهاز الدمعي الدموع ويوفر التغذية والرطوبة للعين، وكذلك يساعد على إزالة أي جسم غريب قد يدخل العين. ويشمل الجهاز الغدة الدمعية والغدة الدمعية الإضافية، التي تفرز الدموع. ينشر الرمش السائل على العين، قبل أن يُصرف عبر القناة الأنفية الدمعية، التي تحمل السائل الدمعي في فتحة أنف الحصان.
تسمح عضلات العين للعين بالتحرك داخل الجمجمة.

## القدرة البصرية للحصان

### المجال البصري
عيون الحصان هي من بين أكبر الحيوانات الثدية، وتوضع على جانبي الرأس (أي تتوضع بشكل جانبي). وهذا يعني أن لدى الخيول مجال رؤية يبلغ نحو 350 درجة، مع ما يقارب 65 درجة رؤية ثنائية والرؤية الأحادية 285 درجة.
هذا يوفر للحصان أفضل فرصة لاكتشاف الحيوانات المفترسة. يشمل مجال الرؤية الأحادية الواسع للحصان على «بقع عمياء»، أو مناطق لا يمكن للحيوان رؤيتها: أمام الوجه تمتد من 90 إلى 120 سم أي من 3 إلى 4 أقدام بشكل مخروطي، وخلف رأسه مباشرة، والممتد فوق الظهر وخلف الذيل عند الوقوف مع مواجهة الرأس للأمام بشكل مستقيم. وعليه عندما يتخطى الحصان حاجزاً، يختفي هذا الحاجز من مجال الرؤية مؤقتاً في اللحظة التي يرتفع الحصان فيها عن الأرض.
تُستبدل مجموعة واسعة من الرؤية الأحادية: يقلل موضع عيون الحصان من نطاق الرؤية الأحادية المحتملة إلى نحو 65 درجة على المستوى الأفقي، ويحدث في شكل مثلث بشكل أساسي أمام وجه الحصان. لذلك مجال إدراك العمق عند الحصان أقل مما عند الإنسان. يستخدم الحصان رؤيته الأحادية من خلال النظر مباشرة إلى كائن، ورفع رأسه عندما ينظر إلى المفترس البعيد أو يركز على العائق ليقفز. لاستخدام الرؤية الأحادية على جسم أقرب قريب من الأرض، مثل الثعبان أو تهديد لأقدامه، يخفض الحصان أنفه وينظر إلى أسفل وعنقه مقوس بعض الشيء.
سيرفع الحصان رأسه أو يخفضه لزيادة مدى رؤيته الثنائية. يُخفض المجال البصري للحصان باللجم إذ يوضع الرأس بشكل عمودي مع الأرض. هذا يجعل رؤية الحصان الأحادية أقل تركيزاً على الأشياء البعيدة وأكثر تركيزاً على الأرض المباشرة أمام الحصان ومتوافقة مع مسافات الساحة ولكن أقل قدرة على التكيف مع حلبة السباق الريفية. يقلل الفرسان الذي يركبون خيولهم بوضعيات «عميقة» و«خلف العمودي» و «رولكور» -مصطلحات لوصف وضعية الحصان بالنسبة للجام والمقاليد- من مجال رؤية المسافة مع التركيز على بعد أقدام قليلة من القدمين الأماميتين. يأخذ راكبو الخيول استخدام خيولهم للرؤية عن بُعد بعين الاعتبار، فيسمحون للخيول برفع رأسها قبل القفز ببضع خطوات، حتى تتمكن الحيوانات من تقييم القفزات ومواقع القفز المناسبة.